# Dicranomyia (Dicranomyia) megastigmosa
Dicranomyia (Dicranomyia) megastigmosa is een tweevleugelige uit de familie steltmuggen (Limoniidae). De soort komt voor in het Australaziatisch gebied.